# Équipe de Finlande féminine de basket-ball
Cet article traite de l'équipe féminine. Pour l'équipe masculine, voir Équipe de Finlande masculine de basket-ball.
Maillots
L'équipe de Finlande féminine de basket-ball est l'équipe nationale qui représente la Finlande dans les compétitions internationales féminines de basket-ball. Elle est placée sous l'égide de la Fédération finlandaise de basket-ball (Basketball Finland). L'équipe est affiliée à la FIBA depuis 1939. Son surnom est "Susijengi", ce qui signifie « la meute ».
La Finlande a participé à cinq éditions de l'EuroBasket entre 1952 et 1987, avec six victoires en 34 matchs. Elle ne s'est plus qualifiée pour un tournoi majeur depuis, jusqu'à l'édition 2027, en tant que co-organisatrice avec la Belgique, la Suède et la Lituanie.

## Résultats

### Palmarès
| Compétitions mondiales                             | Compétitions continentales |
| -------------------------------------------------- | -------------------------- |
| - Jeux olympiques - Néant - Coupe du monde - Néant | - EuroBasket - Néant       |

### Parcours en compétitions internationales

#### Jeux olympiques
| Année | Position      |      | Année         | Position |               | Année | Position |
| 1976  | Non qualifiée | 1996 | Non qualifiée | 2016     | Non qualifiée |       |          |
| 1980  | Non qualifiée | 2000 | Non qualifiée | 2020     | Non qualifiée |       |          |
| 1984  | Non qualifiée | 2004 | Non qualifiée | 2024     | Non qualifiée |       |          |
| 1988  | Non qualifiée | 2008 | Non qualifiée | 2028     | -             |       |          |
| 1992  | Non qualifiée | 2012 | Non qualifiée | 2032     | -             |       |          |

#### Coupe du monde
| Année | Position      |      | Année         | Position |               | Année | Position |
| 1953  | Non qualifiée | 1979 | Non qualifiée | 2006     | Non qualifiée |       |          |
| 1957  | Non qualifiée | 1983 | Non qualifiée | 2010     | Non qualifiée |       |          |
| 1959  | Non qualifiée | 1986 | Non qualifiée | 2014     | Non qualifiée |       |          |
| 1964  | Non qualifiée | 1990 | Non qualifiée | 2018     | Non qualifiée |       |          |
| 1967  | Non qualifiée | 1994 | Non qualifiée | 2022     | Non qualifiée |       |          |
| 1971  | Non qualifiée | 1998 | Non qualifiée | 2026     | -             |       |          |
| 1975  | Non qualifiée | 2002 | Non qualifiée | 2030     | -             |       |          |

#### EuroBasket
| Année | Position      |      | Année         | Position |               | Année | Position |
| 1938  | Non qualifiée | 1976 | Non qualifiée | 2003     | Non qualifiée |       |          |
| 1950  | Non qualifiée | 1978 | Non qualifiée | 2005     | Non qualifiée |       |          |
| 1952  | 11e           | 1980 | 12e           | 2007     | Non qualifiée |       |          |
| 1954  | Non qualifiée | 1981 | 12e           | 2009     | Non qualifiée |       |          |
| 1956  | 11e           | 1983 | Non qualifiée | 2011     | Non qualifiée |       |          |
| 1958  | Non qualifiée | 1985 | Non qualifiée | 2013     | Non qualifiée |       |          |
| 1960  | Non qualifiée | 1987 | 12e           | 2015     | Non qualifiée |       |          |
| 1962  | Non qualifiée | 1989 | Non qualifiée | 2017     | Non qualifiée |       |          |
| 1964  | Non qualifiée | 1991 | Non qualifiée | 2019     | Non qualifiée |       |          |
| 1966  | Non qualifiée | 1993 | Non qualifiée | 2021     | Non qualifiée |       |          |
| 1968  | Non qualifiée | 1995 | Non qualifiée | 2023     | Non qualifiée |       |          |
| 1970  | Non qualifiée | 1997 | Non qualifiée | 2025     | Non qualifiée |       |          |
| 1972  | Non qualifiée | 1999 | Non qualifiée | 2027     | -             |       |          |
| 1974  | Non qualifiée | 2001 | Non qualifiée | 2029     | -             |       |          |